# Eugène-Melchior Péligot
Eugène-Melchior Péligot (París, 24 de febrer de 1811 - París, 15 d'abril de 1890) va ser un químic francès que va aïllar per primera vegada l'urani el 1841.

## Biografia
Eugène Péligot, després d'haver seguit les seves classes al liceu Henri IV, va seguir els seus estudis el 1829 amb la primera promoció de l'Escola Central d'Arts i Manufactures. Però no va poder acabar-hi els seus estudis perquè el seu pare, administrador en cap de l'hospital Saint-Louis, va perdre tota la seva fortuna en un establiment termal d'Enghien. El 1832, el jove Peligot va ser admès per Jean-Baptiste Dumas en el seu laboratori de l'Escola Politècnica, i des d'aquesta època, el seu futur científic va estar assegurat.
El 1835, Eugène Peligot va ser nomenat professor de química a l'Escola Central on va crear el curs de vidrieria i el de química analítica i va ocupar aquestes càtedres durant trenta-cinc anys consecutius. El 1846, va succeir a Clément Desormes al Conservatori d'Arts i Oficis on hi va donar un curs de química general que va atreure un auditori nombrós. Va estar encarregat del curs de Química analítica aplicada a l'agricultura a l'Institut Nacional Agronòmic.
D'una regularitat indestructible i d'una activitat de treball poc comuna, Eugène Péligot va portar sempre de front els seus treballs múltiples amb tant zel com devoció per la ciència. Va ser durant quaranta anys encarregat de les proves al Laboratori de la Moneda, el 1846 com a assajador, el 1848 com a interventor, i el 1880 com a director de les proves. El 1852, va ser escollit membre de l'Acadèmia de les Ciències, en la secció d'Economia Rural.
Péligot, en el curs de la seva carrera va prendre part activa als treballs dels jurats de les Exposicions Nacionals i Internacionals; va ser membre de la Societat Nacional d'Agricultura, va contribuir també als treballs de la Comissió Internacional del Metre i dels Pesos i Mesures. S'interessava vivament pels progressos de la fotografia i animava tots els que tenien per objectiu estudiar de manera seriosa. El 1844 va ser nomenat cavaller de la Legió d'Honor, en recompensa pels seus treballs sobre la canya de sucre; el 1857, va ser nomenat Oficial, el 1878, Comandant, i el 1885, Gran Oficial.

## Obra
L'obra d'Eugène Péligot comprèn els assumptes més variats sobre qüestions de química inorgànica i de química orgànica relacionades amb la ciència pura, la indústria, la higiene i l'agricultura. Començades el 1833 les seves primeres investigacions foren sobre els compostos de crom. Va estudiar i descriure l'òxid, el sulfat, l'oxalat, el clorur, etc.
Amb Jean-Baptiste Dumas el 1835 van descobrir l'estructura del metanol i introduïren la terminologia alcohol metílic, ja que descobriren que el metanol estava format per un radical metil -CH₃ i el grup -OH. També varen preparar diversos derivats com l'èter metílic i nombrosos èsters. El 1838 van aconseguir la transformació de la càmfora en p-cimè utilitzant pentaòxid de difòsfor.
El 1841 Péligot va provar que la pols negre que havia obtingut Martin Heinrich Klaproth i que havia suposat era un nou element que va batejar com a urani, no era un element químic sinó que era un òxid d'urani. Va aconseguir després produir urani pur reduint el tetraclorur d'urani, UCl₄ amb potassi metàl·lic.
Un altre grup de treballs són els que va realitzar des de 1858 sobre la naturalesa i les propietats químiques dels sucres. Des de la seva primera memòria Peligot va establir clarament els caràcters que distingeixen el sucre ordinari de la glucosa. Va estudiar la remolatxa de sucre i la canya de sucre. Les seves investigacions varen permetre augmentar el rendiment en l'extracció d'aquest producte natural.
Peligot es va dedicar també a l'anàlisi de la composició de les aigües; investigacions sobre els fenòmens químics i fisiològics que se succeeixen durant la vida i la metamorfosi del cuc de seda amb estudis sobre la composició de les fulles de la morera; i estudis sobre la repartició del potassi i del sodi en els vegetals.

### Obres
- Péligot, E.M. «Recherches sur l'uranium». Ann. Chim. Phys [París], 5, 1842, pàg. 5-47.
- Péligot, E.M.. Douze leçons sur l'art de la verrerie.  París: P.A. Bouhdier, 1862 [Consulta: 21 gener 2009]. Arxivat 2009-03-08 a Wayback Machine.
- Péligot, E.M. «De l'action que l'acide borique et les borates exercent sur les vegetaux». Compt. Rend. Acad. Sci. [París], 1876.
- Péligot, E.M.. Traité de chimie analytique appliquée a l'agriculture.  París: Masson, 1883.